# Гарнетт, Джошуа
Джошуа Сэмюэл Гарнетт (англ. Joshua Samuel Garnett; 21 февраля 1994, Оберн, Вашингтон) — профессиональный футболист, выступавший на позиции гарда. В НФЛ играл за клубы «Сан-Франциско Форти Найнерс» и «Вашингтон». На студенческом уровне выступал за команду Стэнфордского университета. На драфте НФЛ 2016 года был выбран в первом раунде под общим двадцать восьмым номером.

## Биография
Джошуа Гарнетт родился 21 февраля 1994 года в Оберне в штате Вашингтон. Один из трёх детей в семье Скотта Гарнетта, в 1980-х годах проведшего четыре сезона в НФЛ. Он окончил старшую школу города Пьюаллуп, в течение трёх лет выступал на позиции гарда нападения в её футбольной команде. В каждом из трёх сезонов Гарнетта включали в составы сборных звёзд лиги и штата. На момент окончания школы он входил в число трёх лучших гардов страны по трём разным версиям. В рейтинге рекрутинговой организации SuperPrep он занимал первое место среди игроков из Вашингтона.

### Любительская карьера
После окончания школы Гарнетт поступил в Стэнфордский университет. В турнире NCAA он дебютировал в 2012 году, став первым за двенадцать лет новичком, сыгравшим в стартовом составе линии нападения «Кардинал». Всего он провёл четырнадцать матчей, выходя на поле на позициях гарда и фуллбека. В этом же качестве тренерский штаб команды задействовал Гарнетта в сезоне 2013 года, в котором он сыграл четырнадцать матчей. Линия нападения с ним в составе по итогам турнира вошла в число лучших в NCAA.
В 2014 году Гарнетт сыграл тринадцать матчей в стартовом составе «Стэнфорда». Перед началом сезона 2015 года он был выбран одним из капитанов команды. В турнире он провёл четырнадцать игр. По его итогам Гарнетт стал первым в истории университета обладателем Аутленд Трофи, приза лучшему внутреннему линейному студенческого футбола, и был назван лучшим линейным нападения в конференции Pac-12. Его включили в состав сборной звёзд NCAA по всем основным версиям.

### Профессиональная карьера
Перед драфтом НФЛ 2016 года сайт Bleacher Report среди преимуществ Гарнетта называл умение использовать преимущество в росте, навыки чтения действий защиты, способность выбирать правильные углы для нейтрализации оппонента, его полезность как в выносном, так и пасовом нападении. К минусам относили недостаток мышечной массы и склонность играть за счёт веса и габаритов, а не техники. 
Гарнетт был выбран «Сан-Франциско» в первом раунде под общим двадцать восьмым номером. В июле 2016 года он подписал с командой контракт на общую сумму 9,3 млн долларов. Срок соглашения составил четыре года с возможностью продления на сезон по инициативе клуба. В регулярном чемпионате он сыграл в пятнадцати матчах, одиннадцать из которых начал в стартовом составе команды. Большую часть времени он играл на месте правого гарда. По итогам сезона сайт Pro Football Focus поставил ему 40,4 балла за действия в защите паса и 42,4 за работу в выносном нападении. Главной проблемой игрока стало сохранившееся стремление действовать за счёт своей силы, а не работы ног, что приводило к излишним взаимодействиям с защитниками.
Сезон 2017 года и большую часть предсезонных сборов 2018 года Гарнетт пропустил из-за травмы колена. В первом матче регулярного чемпионата он вывихнул палец на ноге, а в ноябре ему сделали ещё одну операцию. В результате в 2018 году он выходил на поле только в семи играх. В мае 2019 года клуб объявил о том, что не будет использовать возможность продления контракта с игроком на пятый год. В августе во время сокращения составов перед стартом регулярного чемпионата Гарнетт был отчислен.
Сезон 2019 года он пропустил полностью. В феврале 2020 года Гарнетт подписал контракт с «Детройтом». Он провёл с командой предсезонную подготовку, но в августе его отчислили. В августе он заключил соглашение с «Вашингтоном», которому требовалось добавить глубины состава после травм Садика Чарлза и Уэса Швейцера. В регулярном чемпионате 2020 года Гарнетт сыграл в трёх матчах, в основном выходя на поле в составе специальных команд. В октябре он объявил о завершении игровой карьеры.